# Kunibert Zimmeter
Kunibert Zimmeter (* 16. Dezember 1872 in Tramin; †  19. August 1952 in Innsbruck) war ein österreichischer Heimatschützer und Kunstschriftsteller.

## Leben
Nach dem Besuch des Gymnasiums in Brixen studierte er an der Universität Innsbruck und war ab 1892 bei der Landesbuchhaltung als Beamter tätig. Ab ca. 1908 war er Landes-Brandschadens-Versicherungskommissär, 1910 war er bereits in Pension. 1903 wurde er Korrespondent der K.k. Zentralkommission für die Erforschung und Erhaltung der Kunst- und historischen Denkmale und 1924 ehrenamtlicher „Konservator für Heimatschutz und Volkskunst“ in Tirol. Im Zuge der Heimatschutzbewegung, angeregt durch den Bund Heimatschutz in Deutschland, gründete er am 8. September 1908 in Innsbruck mit Gotthard Graf Trapp den „Verein für Heimatschutz in Tirol“ und wurde dessen 2. Vorstand. Er war ab 1909 Mitbesitzer der Tiroler Glasmalerei und Mosaik Anstalt und zeitweise auch deren Direktor. 1921 erhielt er den Titel eines Kommerzialrat. Ab 1938 wirkte er als Stellvertreter des von den NS-Behörden zum kommissarischen Leiter des Tiroler Landesmuseums Ferdinandeum bestellten Richard Heuberger. Nach Kriegsende wirkte er kurzzeitig als Vorstand des Ferdinandeums.
Er erhielt die Ehrenmitgliedschaft der Universität Innsbruck „in Anerkennung seiner Verdienste um die Kunstgeschichte Tirols und das Tiroler Landesmuseum“. 1945 bis 1946 war er Vorstand des Vereins Tiroler Landesmuseum Ferdinandeum. Verheiratet war Zimmeter mit Anna Mayer (1877–1932).
Nach ihm ist seit 1964 der Zimmeterweg in Innsbruck benannt.

## Veröffentlichungen (Auswahl)
- Tiroler Glasmalerei und Mosaikanstalt, Neuhauser, Dr. Jele & Comp. Innsbruck 1911.
- Unser Tirol. Ein Heimatschutzbuch. Grabner, Innsbruck 1919 (Inhaltsverzeichnis).
- Tiroler Heimatkunst. Wien, Hölzer 1923.
- Ein Tiroler fährt in die Welt. Aus meinem Leben und der Geschichte meiner Familie. Wagner’sche Universitäts-Buchhandlung, Innsbruck 1947.